# Port lotniczy Dali
Port lotniczy Dali (IATA: DLU, ICAO: ZPDL) – port lotniczy położony w Dali, w prowincji Junnan, w Chińskiej Republice Ludowej.

## Linie lotnicze i połączenia
| Linia Lotnicza          | Kierunek |
| ----------------------- | --- |
| Air China               | 1. Pekin 2. Chengdu-Shuangliu 3. Chengdu-Tianfu 4. Chongqing                                                                                         |
| China Eastern Airlines  | 1. Pekin-Daxing 2. Changsha 3. Chengdu-Tianfu 4. Fuzhou 5. Hangzhou 6. Kunming 7. Nankin 8. Szanghaj-Hongqiao 9. Szanghaj-Pudong 10. Wuhan 11. Xi’an |
| China Southern Airlines | 1. Changsha 2. Guangzhou 3. Shenzhen |
| Chongqing Airlines      | 1. Chengdu-Tianfu 2. Chongqing 3. Guangzhou |
| Lucky Air               | 1. Chengdu-Tianfu 2. Luzhou 3. Mianyang 4. Nanchang 5. Ningbo 6. Tiencin 7. Wuhan 8. Xishuangbanna 9. Zhengzhou 10. Zunyi                            |
| Sichuan Airlines        | 1. Chengdu-Tianfu |
| Tibet Airlines          | 1. Chengdu-Shuangliu 2. Chongqing 3. Hangzhou 4. Nankin 5. Xi’an 6. Zhaotong                                                                         |